# Mormonia annida
Mormonia annida là một loài bướm đêm trong họ Noctuidae.